# Benoît Massou
Benoît Massou, ou Masson, né en 1627 à Richelieu et mort en 1684 à Paris est un sculpteur français.

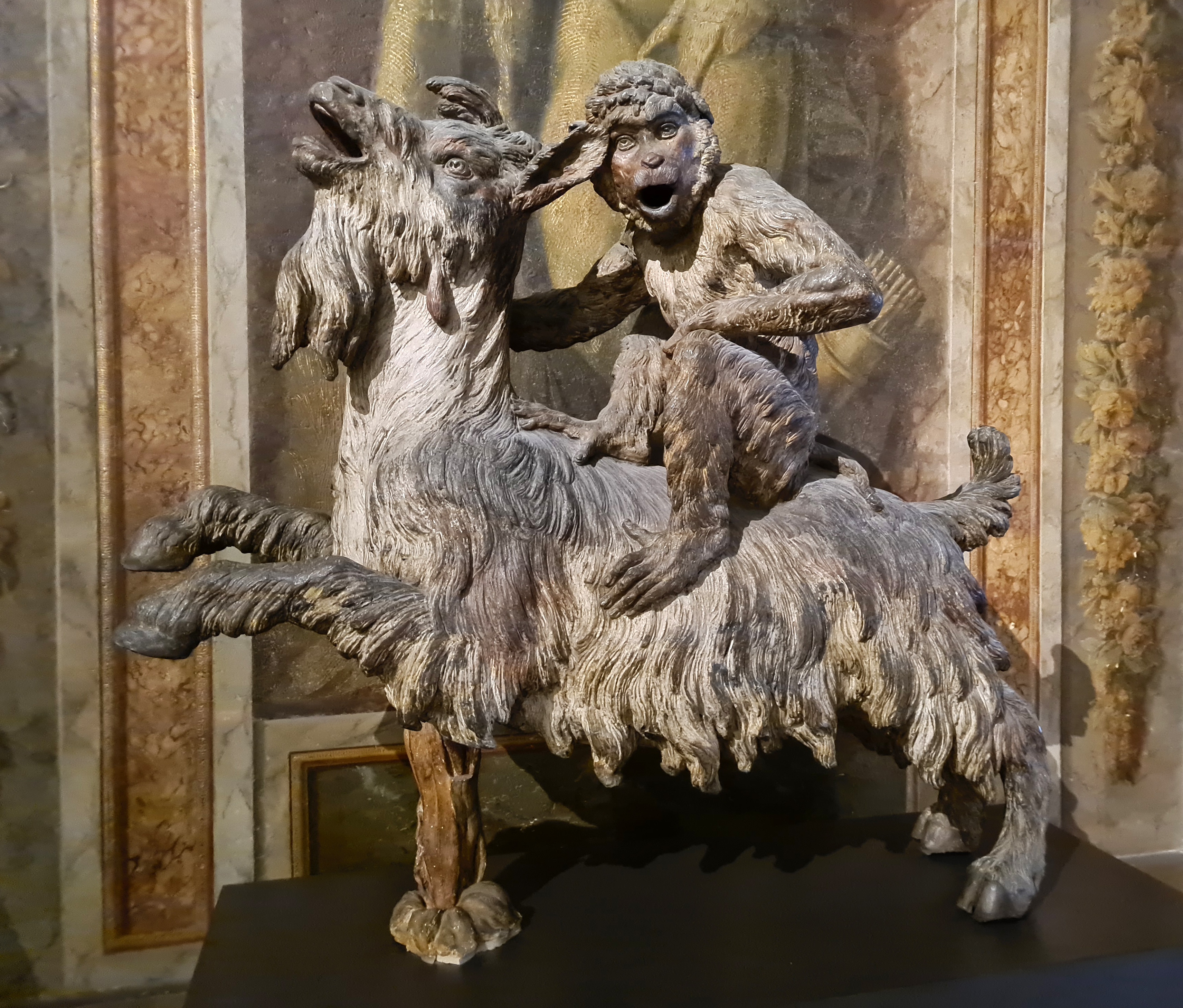
Singe chevauchant un bouc, extrait de la douzième fontaine du bosquet du Labyrinthe du parc de Versailles.

## Biographie
Benoît Massou est reçu à l'Académie royale de peinture et de sculpture en 1665. L'essentiel de son travail est dédié à la Grande Commande du château de Versailles.